# Otto Jespersen
Jens Otto Harry Jespersen, ou Otto Jespersen [ʌtˢo ˈjɛsb̥ɐsn̩] (17 juillet 1860 – 30 avril 1943) est un linguiste danois, spécialisé dans la grammaire de l’anglais.

## Biographie
Il naît à Randers, dans le nord du Jutland. Son père est juge de district (en danois herredsfoged), et sa mère est la fille du pasteur qui a été le premier professeur de latin de Hans Christian Andersen.
Il étudie à l'université de Copenhague, où il est diplômé en anglais, en français et en latin. Il étudie aussi la linguistique à Paris, Berlin, Leipzig, Londres, et à l’université d’Oxford. En 1890, il propose une « méthode directe » d'enseignement des langues, basée sur sa propre expérience européenne.
Jespersen est professeur d’anglais à l’université de Copenhague de 1893 à 1925. Avec Paul Passy, il fonde l’Association phonétique internationale. Il est un défenseur et un développeur actif des langues auxiliaires internationales. Il participe à la délégation de 1907 qui crée le langage auxiliaire ido, et en 1928, il développe le Novial, qu’il considère comme une amélioration de l’ido. Jespersen collabore avec Alice Vanderbilt Morris (ainsi que Edward Sapir et William Edward Collinson) pour développer le programme de recherche de l’International Auxiliary Language Association (IALA), qui présente en 1951 l’interlingua au grand public.
Il déserte les rangs idistes pour tenter de lancer le Novial en 1928. Or le Novial, intermédiaire entre l’ido et l’Occidental, a encore moins de succès que ces deux initiatives. En 1935, Jespersen consent quelques réformes de l’orthographe pour faire évoluer son projet vers plus de naturalisme. Le Novial ne survit pas à son auteur décédé en 1943.
W. J. A. Manders dit à propos du parcours interlinguistique de Jespersen : « Son activité interlinguistique a commencé en 1907, lorsque, avec le linguiste Baudouin de Courtenay, il devint membre du Comité de la délégation pour l'adoption d'une langue auxiliaire internationale qui, à l’initiative de Louis Couturat et Léopold Leau, devait choisir la langue construite définitive. Il en résulta la naissance de l’ido. Jespersen devint président de l’Académie de l’ido et, dans la revue Progreso, il participa activement aux discussions qui visaient une amélioration constante de la langue. Mais après quelques années, son activité cessa subitement, en partie parce qu’il était mécontent de la manière dont Couturat et les autres voulaient faire évoluer l’ido, mais surtout parce qu’il suspectait que Couturat — dont le rôle intrigant durant la période du Comité ne lui apparut clairement que par la suite — exploitait de façon rusée son autorité, et ne le considérait que comme une marionnette. »
Il avance les théories du rang (rank) et du nexus dans deux articles publiés en danois : Sprogets logik (« La logique de la langue », 1913) et De to hovedarter af grammatiske forbindelser (« Les deux principaux modes de liaisons grammaticales », 1921). En 1928, il s'attache la collaboration d'un jeune angliciste français, André Martinet, pour la traduction de son essai Language (1922).
Il connait une vaste notoriété pour certains de ses ouvrages : Modern English Grammar (« Grammaire de l’anglais moderne », 1909), qui se concentre sur la morphologie et la syntaxe, et Growth and Structure of the English Language (« Développement et structure de l’anglais », 1905), étude d’ensemble de l’anglais par une personne de langue maternelle étrangère, toujours réédité plus de soixante ans après sa mort et un siècle après sa parution. Vers la fin de sa vie, il publie Analytic Syntax (« Syntaxe analytique », 1937), où il présente ses idées sur la structure syntaxique en utilisant une notation sténographique personnelle.
Otto Jespersen est plus d’une fois invité aux États-Unis pour y donner des conférences, ce qu’il met à profit pour étudier le système éducatif de ce pays.
Il meurt à Roskilde en 1943. Ce n’est qu’en 1995 que son autobiographie est publiée en version anglaise.

## Idées et théories

### Les rangs
Dans sa théorie des rangs, Jespersen sépare les parties du discours de la syntaxe, et effectue une distinction entre « rang 1 », « rang 2 » et « rang 3 » :
- « Dans la combinaison extremely hot weather, « temps extrêmement chaud », le dernier mot, weather, « temps », qui représente évidemment l’idée principale, peut être désigné comme de rang 1 ; hot, « chaud », qui définit « weather », sera alors de rang 2, et extremely, « extrêmement », qui définit hot, de rang 3. (...) Il est inutile de distinguer plus de trois rangs, car il n’existe aucun trait, formel ou autre, qui permette de distinguer ces mots d’un rang inférieur des mots de rang 3. » [2].

### Le nexus
Jespersen définit un nexus, comme la réalisation de la combinaison de « deux idées qui doivent nécessairement rester distinctes : le terme de rang 2 apporte quelque chose de nouveau à ce qui a déjà été exprimé » ; par opposition, la jonction est définie comme « une unité, une seule idée, qui est plus ou moins fortuitement exprimée par deux éléments (ex : l’anglais claret peut être traduit par vin rouge en français, tandis que le français patrie peut être traduit en anglais par native country). Les notions de jonction et de nexus ont constitué un apport significatif, en amenant le concept de contexte au premier rang de l’attention du monde de la linguistique.

### Le phonosémantisme
Jespersen fut un défenseur du symbolisme phonétique. Il écrit : « Y a-t-il réellement beaucoup plus de logique dans l’extrême opposé qui dénie au son quelque sorte de symbolisme que ce soit (mise à part la petite classe des échoïsmes manifestes et des onomatopées), et ne voit dans nos mots qu’une collection d’associations accidentelles et irrationnelles entre le son et le sens ? On ne peut pas nier qu’il existe des mots dont nous ressentons instinctivement l’adéquation à exprimer les idées qu’ils représentent. »

### La genèse des langues
Dans Language: Its Nature, Development, and Origin (1922), Jespersen lance la « théorie holistique de la genèse des langues », dite aussi complexity-before-simplicity approach.

## Essais et articles
- (en) What is the use of phonetics?, in: Educational Review (février 1910)
- (en) Nature and Art in Language, in: American Speech 5 (1929), pp. 89sq
- (en) Adversative Conjunctions, in: Linguistics (1933)

## Œuvres
- 1889: The articulations of speech sounds represented by means of analphabetic symbols. Marburg: Elwert.
- 1894: Progress in Language. London: Swan Sonnenschein & Co.
- 1905: Growth and Structure of the English Language  (ISBN 0-226-39877-3)
- 1909sq: A Modern English Grammar (Une grammaire de l’anglais moderne, en sept volumes)  (ISBN 0-06-493318-0)
- 1922: Language: Its Nature, Development, and Origin  (ISBN 0-04-400007-3)
- 1924: The Philosophy of Grammar  (ISBN 0-226-39881-1).En français: La philosophie de la grammaire ,traduction par Anne-Marie Léonard ,avec une préface d'Antoine Culioli. Paris.Gallimard.1991.
- 1928: An International Language (introduction au  Novial)
- 1930: Novial Lexike Dictionnaire novial / anglais / français / allemand
- 1937: Analytic Syntax  (ISBN 0-226-39880-3)
- 1938: En sprogmands levned, Copenhagen (« Vie d’un linguiste », autobiographie)

## Sources
- (en) Cet article est partiellement ou en totalité issu de l’article de Wikipédia en anglais intitulé « Otto Jespersen » (voir la liste des auteurs).